# Шершень (журнал)
«Шершень» — украинские юмористические и сатирические журнал и газета.
Первый журнал «Шершень» издавался 1906 году в Киеве, второй — в 1908—1911 годах в США в Нью-Йорке, а затем в Скрентоне.

## Киевский еженедельник «Шершень»
Юмористически-сатирический иллюстрированный еженедельник «Шершень» выходил в Киеве с 6 января по 14 июля 1906 года Издатель и редактор Владимир Лозинский. Всего вышло 26 номеров.
За короткое время появления «Шершень» оставил значительный след в развитии украинской политической сатиры и искусства журнальной графики.
Выдающиеся литературные сотрудники: Михаил Коцюбинский, Агафангел Крымский, Иван Липа, Осип Маковей, Иван Нечуй-Левицкий, Людмила Старицкая-Черняховская, Василий Стефаник, С. Тимченко, Гнат Хоткевич и другие.
Авторами иллюстраций и политических карикатур были Иван Бурячок, Фотий Красицкий, Виктор Масляников, Павел Наумов, Владимир Резниченко, Афанасий Сластион, Сергей Свитославский и другие.

## «Шершень» в США
«Шершень» в США первоначально выходил как юмористическая и сатирическая газета. Издавался Василием Гришко с марта 1908 по июнь 1911, сначала в Нью-Йорке, а с ноября 1908 в Скрентоне. В октябре 1910 года «Шершень» был преобразован в популярный литературно-научный журнал и стал органом Украинского Рабочего Союза под редакцией Евгения Гвоздика. В июне 1911, вместо «Шершня», Украинский Рабочий Союз начал издавать еженедельник «Народная Воля».